# Eu Sou Franky
Yo soy Franky (Eu Sou Franky (título no Brasil e título em Portugal)) é uma telenovela colombiana, produzida pela Televideo para Nickelodeon América Latina. Estreou no dia 28 de setembro de 2015. Foi escrita pela autora Marcela Citterio.
No Brasil, a novela foi exibida pela primeira vez de 7 de março a 23 de dezembro de 2016, às 19 horas, na Nickelodeon BR, quatro dias antes da estreia a Nickelodeon BR postou o primeiro episódio no seu aplicativo Nick Play. A novela é protagonizada por María Gabriela de Faría e Martín Barba. Co-protagonizada por Eduardo Pérez, Kristal, Emmanuel Restrepo, Alejandra Chamorro, Andrés Mercado, Luís Duarte e Viviana Santos. Antagonizada por Danielle Arciniegas e Isabella Castillo e com a participação especial de María José Pescador e Brandon Figueredo. Em 2017 estreou uma versão americana chamada I Am Frankie na Nickelodeon. Em Portugal, estreou em 1 de junho de 2018 às 17h30, no canal Biggs.

## Exibição

### Reprises na Nickelodeon Brasil
Foi reexibida de 06 de fevereiro a 21 de julho de 2017 em 120 capítulos. Nesta reprise foram exibidos apenas 120, dos 160 capítulos originais. A novela foi interrompida sem aviso prévio e sem motivo foi substituída na semana seguinte pela série "Henry Danger", faltando ainda 40 capítulos para serem exibidos.
Foi reprisada pela segunda vez na Nickelodeon, de 06 de agosto de 2018 a 26 de outubro de 2018, desta vez em apenas 60 capítulos. 
Foi reprisada pela terceira vez de 14 de setembro à 04 de dezembro de 2020 em 59 capítulos, substituindo a terceira reprise de Grachi e sendo substituída pela série Brilhante Victória. Nesta reprise o último capítulo não foi exibido, isso se deve ao fato de que no dia 23 de outubro, a reprise não foi ao ar, devido a exibição do filme O Último Mestre do Ar no Nick Cine no mesmo horário, esse fato deixou os capítulos da reprise atrasados, a Nick acabou optando por finalizar a reprise na sexta dia 04 de dezembro, mesmo sem exibir seu último capítulo. 

### Reprises na TV Cultura
Foi exibida pela primeira vez na tv aberta pela TV Cultura de 2 de abril a 12 de novembro de 2018. 
Foi reprisada pela primeira vez de 13 de novembro de 2018 a 24 de junho de 2019 substituindo sua exibição de estreia. 
Foi reprisada pela segunda vez de 25 de junho de 2019 a 4 de fevereiro de 2020 substituindo sua primeira reprise e sendo substituída por "Club 57".

## Enredo

### Primeira Temporada
No Brasil, a novela estreou no dia 7 de março de 2016, às 19 horas, na Nickelodeon, porém 4 dias antes a Nickelodeon Brasil postou o primeiro episódio no seu aplicativo Nick Play.
Sofia Andrade (Paula Barreto) é uma grande cientista e trabalha com robótica, é casada, tem uma filha chamada Clara (Maria Jose Pescador) e seu marido Wilson Andrade (Jorge Lopez) é um escritor de livros de autoajuda. Sofia, durante anos trabalhou em um novo robô, que seria chamado FR4NK13, conhecido como Franky Andrade (Maria Gabriela de Faria).Franky é o maior projeto de EGG Enterprises. Quando o projeto finalmente terminou, Franky estava pronta, Sofia enviou para a escola para viver do lado dos seres humanos. Agora, Franky irá enfrentar todos os problemas e, mais importante, proteger seu segredo de todos, mas a menina mais mimada da escola, Tamara Franco (Danielle Arciniegas), não vai descansar até descobrir o segredo de Franky. Com seus amigos, Franky pode combater todos os seus problemas e se adaptar a um mundo entre os seres humanos. Clara é uma menina muito travessa, a doce Sofia é uma grande cientista, Wilson é um grande amante e louco por livros e Franky é um robô com a aparência humana, muito inteligente, inocente e pronto para ajudar os outros. Tamara está sempre apaixonada pelo Christian "Chris" Montero (Martin Barba), mas Chris é apaixonado pela Franky, embora ele não sabe o seu verdadeiro segredo. Paul Mejia (George Slebi) é um cientista entediado e amargo que tem inveja de Sofia, então, em uma tentativa de ser melhor e criar um novo androide, Roby (Eduardo Perez), embora profundo, Paul é bondoso e tem uma queda por Margarita, a mãe de Chris, ele sempre demonstrou que se pode ser bom, gosta de copiar as ideias de Sofia e acredita que a má sorte persegue em toda parte. Eu Sou Franky é uma história de comédia com um toque de romance e suspense com muitos ensinamentos.

### Segunda Temporada
A novela foi renovada para uma nova temporada logo após a exibição da primeira. Estreou dia 30 de maio de 2016 na Colômbia e no Brasil, estreou em 25 de julho de 2016. Porém, dois dias antes, em 22 de julho, a Nickelodeon Brasil disponibilizou os três primeiros episódios da segunda temporada em seu aplicativo Nick Play.
Na segunda temporada, Franky é metade robô e metade humana, graças ao coração que ganhou. Por isso, enfrentará novas emoções, novos inimigos, novas aventuras… e dará conta que a convivência entre androides e humanos é mais complicada do que todos imaginavam.
Kasandra (Natalia Duran) é uma cientista que foi contratada para cuidar de Franky e Clara, enquanto Sofia está escondida em um laboratório secreto, porque querem forçar Sofia para criar androides do mal para dominar o mundo.
Kasandra foi companheira de Sofia na faculdade, mas além de ser sua parceira, também tem sido a sua "aminimiga", portanto, Sofia tem suspeita desde o início que Kassandra pode manipular Franky para os seus fins egoístas e malignos. Kasandra também criou seus próprios androides do mal com a recente tecnologia, estes são protótipos "D0C3" Doze ou Dulce (Viviana Santos) e o protótipo "TR3C3" Treze ou Andrés (Andrés Mercado) com o objetivo de fazer a Franky acreditar que os humanos são maus, e fazer que ela se converta para o mal juntamente com sua tecnologia perfeita para ajudar a conquistar o mundo com Kasandra. Segundo Mejia (George Slebi) é o irmão gêmeo Paul. Embora os dois são completamente idênticas do lado de fora, para dentro eles são totalmente diferentes. Enquanto Paul é um grande cientista e amante da tecnologia, Segundo é um grande amante da natureza que odeia tecnologia, principalmente androides. Em segundo lugar ele se torna o novo diretor do colégio onde Franky estuda, mas também se tornou o chefe da liga anti-robôs para destruir todos os robôs. Lorenzo Bravo (Christian McGaffney) é o líder supremo de todas as ligas anti-robôs.Para não ser pega, Sofia é forçada a usar o experimento chamado "C4MB10". Esta experiência é-lhe introduzida a uma carcaça robótica mas com o risco de danos. Mas Sofia quer correr o risco apenas para voltar para sua família novamente. Com a carcaça robótica, Sofia tem uma aparência completamente diferente. Mudando seu nome para Sabrina Aguilera (Maria Teresa Barreto), agora Sofia pode passar despercebido entre os cientistas maus da EGG Enterprises para ir para casa, mas ninguém pode saber que Sofia está dentro de uma carcaça robótica, por isso, caso contrário, Sofia poderia pôr em perigo a sua família a revelar seu segredo.
Por outro lado Roby graças a seu pai, o seu sonho de se transformar em um super-herói androide com propulsores, com o nome "Andromax", mas também vai enfrentar novos desafios, perigos e tomando cuidado para não revelar a sua identidade como super-herói.
Nesta temporada cheia de desafios e mistérios, o mundo vai ser ameaçado por Kasandra desde sua além de ter as suas criações, também tem um exército de androides do mal que estão escondidos e ela está encarregada do Movimento Internacional de Androides Unidos (M.I.A.U) para conquistar o mundo, Kasandra será encarregada de cuidar de Franky temporariamente, ela vai tentar manipular seus parâmetros,emoções, junto com ela, Doze e Treze para conquistar o mundo.

## Temporadas
| Temporada | Temporada | Episódios | Episódios | Exibição Original      | Exibição Original      | Exibição no Brasil    | Exibição no Brasil     |
| Temporada | Temporada | Episódios | Episódios | Estreia                | Final                  | Estreia               | Final                  |
| --------- | --------- | --------- | --------- | ---------------------- | ---------------------- | --------------------- | ---------------------- |
|           | 1         | 60        | 60        | 28 de setembro de 2015 | 18 de dezembro de 2015 | 7 de março de 2016    | 27 de maio de 2016     |
|           | 2         | 100       | 60        | 30 de maio de 2016     | 19 de agosto de 2016   | 25 de julho de 2016   | 14 de outubro de 2016  |
|           | 2         | 100       | 40        | 24 de outubro de 2016  | 16 de dezembro de 2016 | 31 de outubro de 2016 | 23 de dezembro de 2016 |

## Personagens

### Sofía Andrade
A criadora de Franky, mãe de Clara, esposa de Wilson. Ela é uma mulher bonita e uma cientista brilhante. Às vezes, parece distraída por estar sempre muito concentrada no seu trabalho, mas ela sempre cuida da sua família. Ama o Wilson e a Clara mais que tudo... E amará sua criação, Franky, como uma filha a mais!

### Wilson Andrade
É o marido de Sofía, a criadora de Franky e uma cientista muito importante da EGG. Wilson é um escritor de livros de auto-ajuda, vive sempre otimista, trazendo uma frase reflexiva para cada momento. Ama a sua família e apoia Sofía incondicionalmente. Ele cozinha e é o responsável por todas as tarefas de casa. Às vezes as coisas ficam complicadas pois ele precisa entregar o seu livro para o editor e trabalhar em casa não é tão tranquilo assim, ainda mais depois que Franky chegou!

### Loba "Lobinha"
Loba, também conhecida como protótipo secreto L0B4, é a cadela dos Andrade, Loba também é um androide, é um cão robô, Sofia a criou-a para ter companhia a todos, pois os Andrade não tinham animal de estimação, Franky, pode se conectar quando quiser a sua vista, ultimamente, não aparece muito, mas aparece uma vez ou outra, falando com Franky.

### Franky Andrade
Franky parece ser uma garota normal...Mas na realidade é uma garota robô!Ela tem a aparência de uma garota de 14 anos mas na verdade é uma androide da mais alta tecnologia criada para se camuflar entre humanos e aprender suas emoções.Franky começa a desenvolver emoções e também a gostar de um garoto humano...

### Clara Andrade
Divertida, graciosa, simpática... É como uma irmã para Franky. Essa garota de 11 anos, filha de Sofía e Wilson, é muito travessa, rebelde e pouco estudiosa.Excessivamente ciumenta e mimada...Era feliz como filha única,até que de repente sua vida virou de cabeça para baixo por causa de chegada de Franky,a qual ela irá demorar para aceitar,mas logo irá amala

### Inês Andrade
É a avó de Clara e Franky, no início chamava Franky de "robô", e antes Inês ficava furiosa quando Franky a chamava de avó, pois ela acreditava que, se ela é um robô, não tem avó, porém, Franky mostrou a ela, que ela era boa, e logo após um tempo, Inês, passou a amar a Franky, assim fazendo Franky, como se fosse sua segunda neta.

### Lorenzo Bravo
É o novo professor de informática do colégio de Franky, e é dono da franquia Liga anti-robô, se tornando mais um inimigo de Franky. Foi ele que mandou Segundo Mejía, retirar a proibição de uso de eletrônicos no colégio, pois, sua arma contra robôs é a própria tecnologia, como um de seus projetos: o aplicativo que identifica robôs em um raio de 50 metros, ou o aerossol que derrete o metal contido em androides e robôs.

### Segundo Mejía
É o irmão gêmeo idêntico de Paul Mejía,além do novo diretor do colégio de Franky e o líder da LIGA ANTI ROBÔ.Ele não fala com o irmão -seu completo oposto- há anos.O conflito entre eles começou ao nascer,quando Paul nasceu primeiro e sobrou para ele se chamar "Segundo".

### Paul Mejía
Ele é o cientista criador de Roby. Quer ser melhor que Sofía e se propõe ademonstrar que o robô que ele fez, sozinho, é muito melhor do que o dela, feito em laboratório. Ele adora ficar mal-humorado e odeia todos aqueles que sorriem. Nunca entende porque Margarita é tão feliz. Não quer que Roby o chame de "papai", porque não quer criar vínculos sentimentais. Mas nem imagina que ele será outra pessoa depois do Roby.

### Margarita León Mejía
É a mãe viúva de Christian e Delfina. Não pensa em começar sua vida do zero, só pensa em trabalhar e cuidar bem dos seus filhos. Vive feliz, é bonita por dentro e por fora e ama flores e natureza. Sem dúvidas, todos querem estar com Margarita porque ela deixa a todos mais felizes. Também se casou com o cientista Paul Mejía no último episódio da primeira temporada.

### Christian Montero León
É um dos melhores amigos de Tamara. Para todos, é o garoto mais legal e divertido do colégio. O tempo todo conta piadas e faz brincadeiras. Ele também é o melhor atleta...Até que Franky chegou e tudo irá mudar. Acaba que Christian e Franky namoram e Tamara faz de tudo para separar eles, mas o amor é mais forte.

### Roby Mejía
O nome dele é Roby e é a grande concorrência de Franky,já que é outro robô disfarçado de ser humano.Ele quer superar Franky,mas isso será difícil,já que ele foi colocado em funcionamento um pouco cedo demais.Ele tem alguns defeitos,que fazem dele bem simpático.Com Franky,ele será um bom amigo,já que eles tem muitas coisas em comum,ainda que ele tenha sido secretamente criado para competir com ela.

### Delfina Montero León
Doce, boa, sentimental... Será a companheira de Franky em todas as suas aventuras. Delfina é leal e fiel, tanto que quando descobre o segredo de sua amiga, ela não conta nem mesmo para o seu irmão Christian. Claro que a vida também guardou uma surpresa para ela, já que irá se apaixonar por Roby, sem saber que ele também é um robô.

### Ramón Puentes
É o zelador do prédio onde mora, os Andrade, os Mejía e os Montero. É muito amigável e curioso, ama plantas e não quer que seu filho Mariano Puentes, o deixe quando crescer

### Mariano Puentes
Este adolescente é filho de Ramón, o responsável pelo edifício. Ele é superpróximo do seu pai desde que sua mãe o abandonou. Adora tocar bateria e é melhor amigo de Christian.

### Tamara Franco
É a mais inteligente do colégio. A ganhadora das medalhas de ouro e olimpíadas de matemática... Ótima com tecnologia e uma líder indiscutível: o que ela diz, todos fazem. Ela declarou a Franky que não era bem-vinda, desde seu primeiro dia e logo Tamara deixou de ser a melhor aluna. A partir desse momento, elas se tornaram inimigas.

### Benjamín Franco
É o irmão de Tamara, mesmo que seja o oposto dela. Benjamín está sempre buscando estudar, se divertir e chamar atenção. Ele será o companheiro de aventuras da Clara, já que os dois têm a mesma idade e vão para a escola juntos.

### Benito Franco
Pai de Tamara e Benjamín Franco, que quase descobriu sobre o segredo de Sabrina, mais Franky, com sua esperteza, falou que a cadeira onde Sabrina estava sentada para retornar a ser Sofia, era apenas uma cadeira de massagem. Benito, é um homem bom e de confiança, mas não aparece muito na telenovela

### Sabrina Aguileira
É nada menos que a Sofía, em outro corpo! É que a mãe de Franky está trabalhando em outro país em um projeto muito importante, mas quando descobre que surgiu uma perigosa LIGA ANTI ROBÔ, decide voltar para proteger as suas criações... E fará isso disfarçada, usando o corpo da querida Sabrina, a nova babá dos Andrade. (A carcaça de Sabrina faz parte do projeto C4MB10)

### Dolores Rivas "Loli"
Esta loira é uma menina divertida, é tão linda quanto fútil. Ela adora moda, brinca de ser modelo de passarela... Adora música e é muito ingênua apesar de parecer uma adolescente decidida. Seu exterior nem sempre coincide com o interior.

### Ivan Villamil
É amigo de Tamara... e um grande admirador dela! O tempo todo ele tenta parecer com ela e não deixa de esperar que algum dia próximo ela finalmente olhe para ele... E se dê conta de que ele é o único que está sempre ao lado dela e que a mais deseja. Além dela, ele também é amigo de Christian, os três são os que estão no colégio há mais tempo.

### Kasandra Ramirez
É a cientista que o laboratório da EGG escolheu para cuidar da Franky e criar suas inovações, agora que a Sofía está trabalhando no exterior. Malvada como ninguém, tem um desejo secreto: quer conquistar o mundo com os androides, mesmo que por enquanto só tenha dois, seus filhos, Doze e Treze(Dulce e Andrés).

### Andrés Ramirez "Treze"
Treze, também conhecido como Andrés, ou protótipo secreto TR3C3, é um androide muito bonito, inteligente e muito diferente da Franky. Porém, ele rapidamente ficará muito próximo da Franky. Será seu novo amor? Será um inimigo malvado? Logo saberemos!

### Dulce Ramirez "Doze"
Doze também conhecida como "Dulce", ou protótipo secreto D0C3, é uma androide programada para a maldade, ela adora incomodar os seres humanos! Doze é contestadora, ácida e também muito bonita e Roby não deixará de perceber isso!

### Thomáz Ramírez "Onze"
Onze, também conhecido como Thomáz, ou protótipo secreto 0NC3, era um androide defeituoso programado para a maldade, assim como Um, Doze e Treze. É um dos protótipos de Kassandra, graças a Sofia ele conseguiu realizar seu sonho de ser um super androide e de ter uma família.

### UNO
O protótipo UNO, é o primeiro androide de Kassandra, ele pertence a mesma série de Onze, Doze e Treze, Um parece um androíde feito para limpeza e só aparece nos episódios 59 e 60, Kassandra dá esse protótipo para Lorenzo, mais por motivos desconhecidos ele não o destrói.
Sófia Andrade León "Luz"
É um androide novo e muito especial,que se junta a essa história robótica com um objetivo muito específico...E um grande segredo que irá mudar tudo!

### Dóminus
Dóminus é o Protótipo D0M1NU5 criado por Sofia no ano 2030, Dóminus é um androide muito mal e tem planos para expulsar os humanos do Planeta Terra, para conseguir realizar seus planos ele criou uma máquina do tempo e sequestrou Luz que é uma androide muito avançada e apagou sua memória e propôs uma missão á ela e se ela cumprir ele vai revelar quem é seu criador (Franky).Dóminus mostrou-se que mesmo Luz cumprindo a missão ele não ia revelar quem é realmente o criador dela (Franky),mentindo que era ele mesmo e mais tarde dizendo que eram Roby e Doze.

### Carola
É inimiga de Clara, elas se odeiam desde quando se conheceram.Carola afirma que Clara deva a chamar de Carolina e fingiu que Clara a empurrou no corredor perto da diretora.

### L4UR4 "Laura"
É uma androide criada por Jimena, e foi manipulada por Luz para estragar os discos rígidos de Franky, Roby, Doze e Treze

### Manuela
Manuela aparece inicialmente no episódio 92 (segunda temporada-parte 2).É a neta do dono da EGG e um dia irá herdar-lá.

## Elenco

### Principais
| Atriz/Ator                         | Personagens                                 | Temporadas            | Temporadas            | Temporadas            |
| Atriz/Ator                         | Personagens                                 | 1                     | 2A                    | 2B                    |
| ---------------------------------- | ------------------------------------------- | --------------------- | --------------------- | --------------------- |
| María Gabriela de Faría            | Franky Andrade Protótipo "FR4NK13"          | Protagonista          | Protagonista          | Protagonista          |
| María Gabriela de Faría            | Franky del futuro                           |                       |                       | Convidada             |
| Martin Barba                       | Christian Montero León                      | Protagonista          | Protagonista          | Protagonista          |
| Martin Barba                       | Protótipo "CHR15"                           |                       |                       | Antagonista Convidado |
| Eduardo Pérez                      | Roby Mejía / Andromax Protótipo "R0B13"     | Protagonista          | Protagonista          | Protagonista          |
| Danielle Arciniegas                | Tamara Franco "Tam"                         | Antagonista Principal | Antagonista Principal | Antagonista Principal |
| Luis Duarte (Lugo Duarte)          | Iván Villamil                               | Co-Antagonista        | Co-Protagonista       | Co-Protagonista       |
| Isabel Cristina Restrepo (Kristal) | Dolores "Loli" Rivas                        | Co-Protagonista       | Co-Protagonista       | Co-Protagonista       |
| Alejandra Chamorro                 | Delfina Montero León                        | Co-Protagonista       | Co-Protagonista       | Co-Protagonista       |
| Emmanuel Restrepo                  | Mariano Puentes                             | Co-Protagonista       | Co-Protagonista       | Co-Protagonista       |
| María José Pescador                | Clara Andrade                               | Co-Protagonista       | Co-Protagonista       | Co-Protagonista       |
| Brandon Figueredo                  | Benjamín Franco                             | Co-Protagonista       | Co-Protagonista       | Co-Protagonista       |
| Viviana Santos                     | Doze / Dulce / SuperDulce Prototipo "D0C3"  | Convidada             | Co-Antagonista        | Co-Protagonista       |
| Andrés Mercado                     | Treze / Andrés Protótipo "TR3C3"            |                       | Co- Antagonista       | Co- Protagonista      |
| Isabella Castillo                  | Luz Protótipo "708"/Sofia Protótipo "S0F14" |                       | Convidada             | Antagonista Estelar   |

### Estelares
| Atriz/Ator           | Personagens                    | Temporadas | Temporadas          | Temporadas          |
| Atriz/Ator           | Personagens                    | 1          | 2A                  | 2B                  |
| -------------------- | ------------------------------ | ---------- | ------------------- | ------------------- |
| Paula Barreto        | Sofía Andrade/Sabrina Aguilera | Estelar    | Estelar             | Estelar             |
| Maria Teresa Barreto | Sofía Andrade/Sabrina Aguilera |            | Estelar             | -                   |
| Jorge Lopez          | Wilson Andrade                 | Estelar    | Estelar             | Estelar             |
| George Slebi         | Paul Mejía                     | Estelar    | Estelar             | Estelar             |
| George Slebi         | Segundo Mejía                  |            | Antagonista         | Convidado           |
| Jimena Durán         | Margarita Montero de Mejía     | Estelar    | Estelar             | Estelar             |
| José Manuel Ospina   | Ramón Puentes                  | Estelar    | Estelar             | Estelar             |
| Natalia Durán        | Kasandra                       |            | Antagonista Estelar | -                   |
| Juan Manuel Lenis    | Dominus / Protótipo "D0M1NU5"  |            |                     | Antagonista Estelar |

### Secundários
| Atriz/Ator              | Personagens                               | Temporadas       | Temporadas       | Temporadas   |  |
| Atriz/Ator              | Personagens                               | 1                | 2A               | 2B           |  |
| ----------------------- | ----------------------------------------- | ---------------- | ---------------- | ------------ |  |
| Yuly Pedraza            | Professora de Franky                      | Secundária       | Secundária       | Secundária   |  |
| Martha Hernández        | Professora de Clara                       | Secundária       | Secundária       | Secundária   |  |
| Julián Farietta         | Mordomo / Protótipo ''D0M0''              |                  |                  | Participação |  |
| Juan Pablo Obregón      | Benito Franco                             | Secundário       | Secundário       | Secundário   |  |
| Nydya Eugenia Penagos   | Emilia Andrade                            | Secundária       | Secundária       | -            |  |
| Alina Lozano            | Diretora Elizabeth                        | Secundária       | -                | Convidada    |  |
| María Camila Porras     | Laura / Protótipo                         |                  |                  | Convidada    |  |
| Duvier Tovar            | Pollo, colega de classe                   | Convidado        | Convidado        | Convidado    |  |
| Lina Bolaño             | Lina, colega de classe                    | Convidada        | Convidada        | Convidada    |  |
| Quique San Martín       | Charlie                                   | Antagonista Sec. |                  | -            |  |
| Ana María Emilia Hamper | Brigette Barrios de Mejía                 | Antagonista Sec. | Antagonista Sec. | -            |  |
| Christian McGaffney     | Lorenzo Bravo                             |                  | Antagonista Sec. | Secundário   |  |
| Jorge Andrés Ruíz       | Santiago Barrios                          |                  | Secundário       | -            |  |
| Juan Nicolas Spitciancs | Adrián                                    |                  | Secundário       |              |  |
| Francisco Zanconi       | Porta-Voz                                 |                  | Secundário       |              |  |
| Mario Ruiz              | Mario Ruiz                                |                  |                  | Convidado    |  |
| Jose Daniel Cristancho  | Thompson                                  |                  |                  | Convidado    |  |
| José Julián Gaviria     | "Thomás Ramírez" Onze / Protótipo "0NZ3'' |                  | Secundário       | -            |  |
| Ronald Torres Mora      | Bruno                                     |                  | Secundário       |              |  |
| Juliana María Velásquez | Gabriela                                  |                  | Secundária       | -            |  |
| Victoria Góngora        | Rosaura                                   |                  | Secundária       |              |  |
| Sergio Luna             | Sergio                                    |                  | Secundário       |              |  |
| María Camila Pabon      | Francisca                                 |                  | Convidada        | -            |  |
| Ana María Quivano       | Noelia                                    |                  | Convidada        | -            |  |
| Mauro Urquijo           | Eduardo Rivas                             |                  | Convidado        |              |  |
| Sebastián Carvajal      | Rodrigo LeBlanc                           |                  | Convidado        | -            |  |
| María Margarita Giraldo | Dona Inés                                 |                  | Convidada        |              |  |
| Guillermo Gálvez        | Camilo Franco                             |                  | Convidado        |              |  |
| Isabel Cristina Estrada | Sara                                      |                  | Convidada        |              |  |
| Sara Rodriguez Deray    | Mary Ann                                  |                  | Convidada        | -            |  |
| Isabella Miranda Moreno | Melanie                                   |                  | Convidada        |              |  |
| Christian Gomez Velez   | Médico                                    |                  | Convidado        |              |  |
| Daniela Martínez        | Valentina                                 |                  | Convidada        | -            |  |
| Wilmar Andrés Peña      | Mauricio                                  |                  | Convidada        |              |  |
| Maria Elvira            | Carola                                    |                  | Secundária       |              |  |

## Lista de Músicas
| N.º | Título                     | Artista(s) | Duração |  |
| 1.  | "Yo soy Franky"            | María Gabriela de Faría | 2:56    |  |
| 2.  | "Corazón Robot"            | Danielle Arciniegas e Martin Barba | 2:10    |  |
| 3.  | "Ritmo Robótico"           | María Gabriela de Faría | 3:14    |  |
| 4.  | "Vivir, Bailar, Soñar"     | Martin Barba | 3:33    |  |
| 5.  | "Amigos, Rivales"          | Danielle Arciniegas | 2:49    |  |
| 6.  | "La Luz"                   | Isabella Castillo | 3:37    |  |
| 7.  | "Siento Algo Nuevo"        | María Gabriela de Faría (refrão com Danielle Arciniegas)                                                                                             | 4:30    |  |
| 8.  | "Nuestra Historia de Amor" | Danielle Arciniegas e Kristal | 3:19    |  |
| 9.  | "Abrázarme Fuerte"         | Andrés Mercado | 2:21    |  |
| 10. | "Solos Tu y Yo"            | Kristal e Lugo Duarte | 2:49    |  |
| 11. | "Sueños"                   | Lugo Duarte, Isabel Cristina Restrepo (Kristal), Danielle Arciniegas, Emmanuel Restrepo, Andrés Mercado, Viviana Santos, George Slebi, Duvier Tovar, | 2:37    |  |

## Dublagem
| Personagem                                                   | Dublador(a)                |
| ------------------------------------------------------------ | -------------------------- |
| Franky                                                       | Luisa Palomanes            |
| Christian                                                    | Andreas Avancini           |
| Tamara                                                       | Flávia Saddy               |
| Roby                                                         | Daniel Avila               |
| Luz                                                          | Luísa Viotti               |
| Clara                                                        | Victoria Crispim           |
| Benjamin                                                     | Eduardo Drummond           |
| Mariano                                                      | Yan Gesteira               |
| Delfina                                                      | Carina Eiras               |
| Iván                                                         | Charles Emmanuel           |
| Loli                                                         | Ana Lúcia Menezes          |
| Andrés "Treze"                                               | Renan Ribeiro              |
| Dulce "Doze"                                                 | Erika Menezes              |
| Paul/Segundo                                                 | Hércules Franco            |
| Sofia/Sabrina                                                | Aline Ghezzi               |
| Kassandra                                                    | Guilene Conte              |
| Dominus                                                      | Carlos Viegas              |
| Wilson                                                       | Marco Ribeiro              |
| Margarita                                                    | Larissa de Lara            |
| Lorenzo                                                      | Leo Rabelo                 |
| Onze                                                         | Wagner Follare             |
| Ricky                                                        | Renan Vidal                |
| Eduardo                                                      | Nando Lopes                |
| Benito                                                       | Marcelo Coutinho           |
| Jimena                                                       | Andrea Murucci             |
| Laura                                                        | Mariana Torres             |
| Manuela                                                      | Lhays Macêdo               |
| Faustino                                                     | Júlio Chaves               |
| Victor                                                       | Eduardo Borgueth           |
| Carola                                                       | Ana Elena Bittencourt      |
| Lola                                                         | Angélica Borges            |
| Diretora Elizabeth Manotas                                   | Izabel Lira                |
| Ramon                                                        | Gutemberg Barros           |
| Charlie                                                      | Márcio Simões              |
| Francisca                                                    | Natali Pazete              |
| Silvia                                                       | Regina Maia                |
| Beatriz                                                      | Priscila Amorim            |
| Inês                                                         | Geisa Vidal                |
| Santiago                                                     | Gil Mesquita               |
| Mario Ruiz                                                   | Cadu Paschoal              |
| Julio                                                        | Kilter                     |
| Outras vozes                                                 |                            |
| Élida L'Astorina, Érika Menezes, Bruna Laynes, Renan Ribeiro |                            |
|                                                              | Brasil                     |
| Direção                                                      | Erika Menezes e Evie Saide |
| Tradução                                                     | Alexandra Plubins          |
| Estúdio de Dublagem                                          | Audio News Rio de Janeiro  |

## Premios e Indicações
| Ano  | Premio                        | Categoria                              | Candidato               | Resultado |
| ---- | ----------------------------- | -------------------------------------- | ----------------------- | --------- |
| 2016 | Kids Choice Awards            | Estrela Latina Favorita                | María Gabriela de Faría | Indicada  |
| 2016 | Kids' Choice Awards México    | Ator Favorito                          | Martín Barba            | Indicado  |
| 2016 | Kids' Choice Awards México    | Ator Favorito                          | Eduardo Pérez           | Indicado  |
| 2016 | Kids' Choice Awards México    | Atriz Favorita                         | Maria Gabriela de Faría | Indicada  |
| 2016 | Kids' Choice Awards México    | Gato Trendy                            | Martín Barba            | Indicado  |
| 2016 | Kids' Choice Awards México    | Vilão Favorito                         | Danielle Arciniegas     | Indicada  |
| 2016 | Kids' Choice Awards México    | Série e Programa Favorito              | Eu Sou Franky           | Indicado  |
| 2016 | Kids' Choice Awards Colombia  | Ator Favorito                          | Martín Barba            | Indicado  |
| 2016 | Kids' Choice Awards Colombia  | Ator Favorito                          | Eduardo Pérez           | Indicado  |
| 2016 | Kids' Choice Awards Colombia  | Atriz Jovem Favorita                   | María Gabriela de Faría | Venceu    |
| 2016 | Kids' Choice Awards Colombia  | Gata Trendy                            | Danielle Arciniegas     | Venceu    |
| 2016 | Kids' Choice Awards Colombia  | Vilã Jovem Favorito                    | Danielle Arciniegas     | Indicada  |
| 2016 | Kids' Choice Awards Colombia  | Programa Jovem Ou Serie Jovem Favorita | Eu Sou Franky           | Venceu    |
| 2016 | Kids' Choice Awards Argentina | Ator Jovem Favorito                    | Martín Barba            | Indicado  |
| 2016 | Kids' Choice Awards Argentina | Ator Jovem Favorito                    | Eduardo Pérez           | Indicado  |
| 2016 | Kids' Choice Awards Argentina | Atriz Jovem Favorita                   | María Gabriela de Faría | Indicada  |
| 2016 | Kids' Choice Awards Argentina | Vila Favorito                          | Danielle Arciniegas     | Indicada  |
| 2016 | Kids' Choice Awards Argentina | Programa Jovem e Serie Jovem Favorita  | Eu Sou Franky           | Indicado  |
| 2016 | Meus Prêmios Nick             | Gata Trendy                            | María Gabriela de Faría | Indicada  |
| 2016 | Meus Prêmios Nick             | Programa da Nick Favorito              | Eu Sou Franky           | Venceu    |
| 2016 | Meus Prêmios Nick             | Programa Internacional Favorito        | Eu Sou Franky           | Venceu    |
| 2017 | Kids Choice Awards México     | Ator Favorito                          | Martín Barba            | Indicado  |
| 2017 | Kids Choice Awards México     | Ator Favorito                          | Andrés Mercado          | Indicado  |
| 2017 | Kids Choice Awards México     | Atriz Favorita                         | Isabella Castillo       | Venceu    |
| 2017 | Kids Choice Awards México     | Atriz Favorita                         | María Gabriela de Faría | Indicada  |
| 2017 | Kids Choice Awards México     | Programa Favorito                      | Yo Soy Franky           | Indicado  |

## Protótipos

### 1º Temporada
- Protótipo FR4NK13.''Franky''
- Protótipo R0B13. ''Roby"
- Protótipo L0B4. ''Loba''

### 2º Temporada (Primera Parte)
- Protótipo D0C3. ''Doze/Dulce''
- Protótipo TR3C3. ''Treze/Andrés''
- Protótipo 0NC3. ''Onze/Thomáz"
- Protótipo UNO.

### 2º Temporada (Segunda Parte)
- Protótipo 708 ''Luz Andrade'' / Protótipo S0F14 "Sofía Andrade"
- Protótipo CHR15 ''Christian'' (Falso Christian)
- Protótipo D0M1NU5 ''Dóminus''
- Protótipo L4UR4 "Laura"